# Туманян, Борис Петрович
Бори́с Петро́вич Туманя́н (род. 4 июля 1948 года, Баку) — профессор кафедры технологии переработки нефти Российского Государственного университета нефти и газа имени И. М. Губкина.

## Биография
В 1971 году окончил Московский институт нефтехимической и газовой промышленности им. И. М. Губкина (МИНХиГП) по специальности «инженер-технолог», там же поступил в аспирантуру, которую закончил в 1976 году.
Работал на кафедре технологии переработки нефти и газа МИНХиГП стажёром-исследователем, младшим научным сотрудником, ассистентом.
С 1977 по 1979 годы — ведущий преподаватель кафедры переработки нефти и газа Алжирского национального института углеводородов.
С 1983 по 1993 — доцент на кафедре технологии переработки нефти и газа Университета им. И. М. Губкина.
С 1993 года — профессор кафедры технологии переработки нефти

## Научная деятельность
В 1976 году защитил кандидатскую диссертацию по теме «Исследования в области депарафинизации фракций реактивного топлива при помощи цеолитов», в 1993 году — докторскую диссертацию по теме «Регулирование фазовых переходов в процессах транспорта и первичной переработки высокозастывающего нефтяного сырья».
Действительный член РАЕН (с 1997); член диссертационного совета университета (с 1994); член Государственной аттестационной комиссии по специальности «Химическая технология природных энергоносителей и углеродных материалов» (с 1980); главный редактор журнала «Технологии нефти и газа» (с 1998), заместитель главного редактора журнала «Химия и технология топлив и масел» (с 2001), член научно-технического совета Управления химии, нефтехимии и нефтепереработки Госгортехнадзора России; генеральный директор Российской ассоциации экспертных организаций по объектам повышенной опасности (2001—2003).
Основные направления научной деятельности: физико-химическая механика нефтяных дисперсных систем, регулирование фазовых переходов в нефтяных дисперсных системах.
Читает лекции по дисциплинам: «Основы нефтегазового дела»; «Основы научного исследования и проектирования»; «Проектирование нефтегазоперерабатывающих производств»; «Технология переработки нефти и газа».
Автор более 150 научных работ, 11 книг и учебных пособий, 1 монографии.
Подготовил 9 кандидатов наук.

## Награды
- Лауреат премии имени академика И. М. Губкина (руководитель коллектива, 1996)
- Дипломом Всемирной выставки (Монголия, Улан-Батор, 1986)
- Бронзовая медалью ВДНХ СССР (1987)
- Медаль «В память 850-летия Москвы» (1997)
- Серебряная юбилейная медаль В. И. Вернадского (2000)
- Почётная грамота Минобразования России (2000)